# Liste de films et de séries télévisées se déroulant à Miami
Il existe beaucoup de films et de séries télévisées tournés à Miami et s'y déroulant. Voici une liste non exhaustive des films tournés dans cette ville :

## En anglais
- 2 Fast 2 Furious
- A+
- Absence de malice
- Ace Ventura, détective pour chiens et chats
- Ace Ventura 3
- Adaptation
- Ali
- Aquamarine
- Bad Boys
- Bad Boys 2
- Big Trouble
- Black Sunday
- Blood and Wine
- The Birdcage
- Body Heat
- Burn Notice (2007—present)
- Cane (2007—present)
- Caddyshack (1980)
- Casino Royale
- The Champ
- Cocaïne Cowboys
- Les Craquantes (1985-1992)
- Crash (a/k/a The Crash of Flight 401)
- Les Experts : Miami (2002–present)
- Dexter (2006–2013)
- Déjà Vu
- Donnie Brasco and also à New York
- Drop Zone
- L'Enfer du dimanche
- Les Experts : Miami
- Fair Game
- Flipper (1964-1967, 1995-2000); à Coral Key
- The Golden Palace (1992-1993); à Miami Beach
- Goldfinger
- Good Morning, Miami (2002–2004); à Miami Beach
- In Her Shoes
- I Love Lucy (certains épisodes)
- Karen Sisco (2003–2004)
- Lost
- Magic City (2012-present)
- Mary à tout prix
- Maximum Bob
- Miami Ink (2005–present)
- Miami Vice (1984–1990)
- Miami Vice : Deux flics à Miami
- Mon ami Ben (Gentle Ben)
- Mon beau-père, mes parents et moi
- Nip/Tuck (2003-2006)
- Sabado Gigante
- Scarface
- Sexcrimes
- Les Dessous de Palm Beach (Silk Stalkings) (1991–1999); à West Palm Beach
- Some Like It Hot
- South Beach (2006); à Miami Beach
- Transporter 2
- True Lies
- Un flic dans la mafia (Wiseguy) (1987–1990)

## En espagnol
- Macho (Huevos de oro)
- Les Deux Visages d'Ana (Las dos Caras de Ana) (2006-2007)
- ¿Quién Tiene la Razón? (2003-présent)  Telefutura